# 2462 Nehalennia
2462 Nehalennia је астероид главног астероидног појаса са средњом удаљеношћу од Сунца која износи 2,407 астрономских јединица (АЈ).
Апсолутна магнитуда астероида је 14,1.